# Горьківська сільська рада (Якимівський район)
| Горьківська сільська рада — колишній орган місцевого самоврядування у Якимівському районі Запорізької області з адміністративним центром у с-щі Максима Горького. Історична дата утворення: в 1932 році. Сільській раді були підпорядковані населені пункти: - с-ще Максима Горького - с. Весняне - с. Михайлівське - с. Степове |

## Населення
За даними перепису населення 2001 року, на території сільради мешкало 1350 осіб. Мовний склад населення був таким:
| Мова       | Число ос. | Відсоток |
| ---------- | --------- | -------- |
| українська | 979       | 72.52    |
| російська  | 304       | 22.52    |
| білоруська | 2         | 0.15     |
| гагаузька  | 15        | 1.11     |

## Склад ради
Рада складалася з 16 депутатів та голови.

### Керівний склад ради
| ПІБ                               | Основні відомості                                                             | Дата обрання | Дата звільнення |
| --------------------------------- | ----------------------------------------------------------------------------- | ------------ | --------------- |
| Пряничников Олександр Миколайович | Сільський голова, 1955 року народження, освіта, безпартійний                  | 26.03.2006   | 31.10.2010      |
| Пряничников Олександр Миколайович | Сільський голова, 1955 року народження, освіта середня загальна, безпартійний | 31.10.2010   | 11.12.2011      |
| Шпак Владислав Костянтинович      | Сільський голова, 1976 року народження, освіта вища, член Партії регіонів     | 11.12.2011   |                 |

Примітка: таблиця складена за даними джерела